# Auenheim (Bergheim)
Auenheim ist der kleinste Ortsteil der nordrhein-westfälischen Stadt Bergheim. Er liegt im Quellgebiet des Gillbachs. Der kleine Ort ist zu allen vier Seiten von Industrieanlagen des Energieerzeugers RWE Power eingekreist. Der Ausländeranteil der Einwohner beträgt knapp 30 Prozent (Stand: 31. März 2021).

## Geschichte

### Vor- und Frühgeschichte
Die ältesten Zeugnisse menschlichen Daseins stammen aus der jüngeren Steinzeit und gehen auf 4000 v. Chr. zurück. Ein Faustkeil aus dieser Zeit wurde 1984 bei der Feldbestellung unweit von Auenheim gefunden. Geräte aus Feuerstein, Beile und Klingen aus der jüngeren Steinzeit wurden bei Begehungen und bei der Feldarbeit auf den Fluren des Ortes gefunden.
Aus der Zeit der Römer stammen Aschekisten und Grabbehälter. Sie wurden bei den Arbeiten für die Brikettfabrik Fortuna-Nord gefunden. Sie stehen heute im Bedburger Schloss.
Mit dem Rückzug der Römer im 5. Jahrhundert besiedelten die Franken das Rheinland. Sie siedelten in der Nähe von Wasserläufen und legten Höfe an. Zwar sind heute in Auenheim keine Höfe aus der Frankenzeit mehr erhalten, allerdings lässt die Siedlungsstruktur Rückschlüsse auf die frühere Bebauung schließen. Um 1100 kamen die Zisterziensermönche nach Auenheim. Den ersten Nachweis über den Bestand von zwei Höfen der Abtei Kamp in Auenheim ist in einer Urkunde des Klosters Rolandswerth von 1143 zu finden.

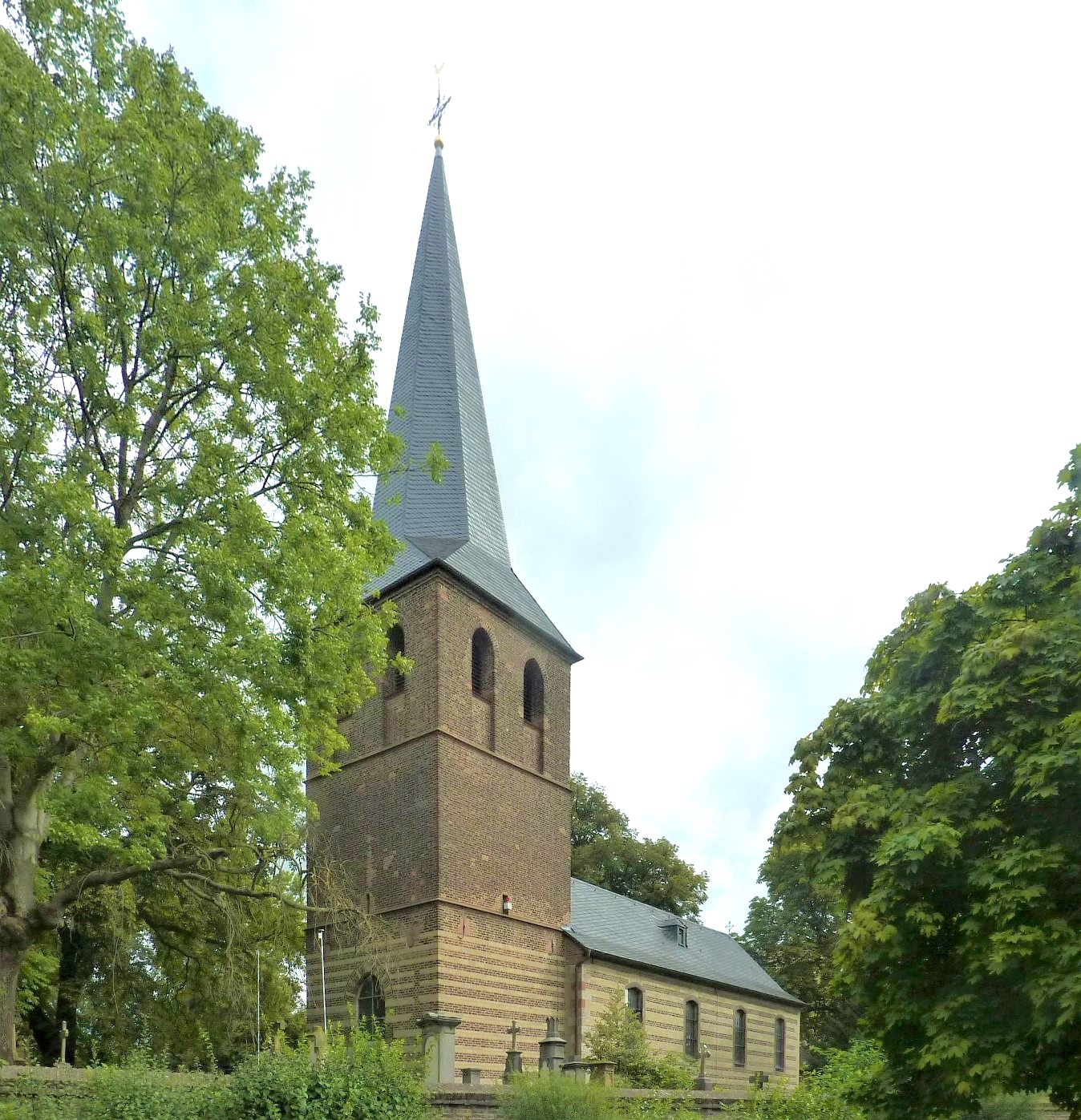
St. Medarduskirche

Die Mönche zogen sich im Laufe der Jahre nach und nach aus Auenheim zurück. Im Jahr 1280 verkauften sie einen ihrer Höfe an den Deutsch-Ritter-Orden. Dieser Hof war der heutige Ordenshof.
Nach dem Kauf des heutigen Ordenshofes bauten sie Auenheim weiter aus und errichteten eine neue Kirche St. Medardus. Über die Jahre sank aber der Stern des Deutsch-Ritter-Ordens in Auenheim wieder.

### Neuzeit
Mit dem Einmarsch der Franzosen endete der Einfluss der Abteien und Orden. Auenheim wurde der Mairie Bedburg zugeschlagen. Auch unter der Herrschaft der Preußen gehörte Auenheim weiter zur Stadt Bedburg.
Durch den Beginn des Bergbaus im Rheinischen Braunkohlerevier wurde Auenheim größer. Überall taten sich nun Braunkohlengruben auf. Mit Beginn des Zweiten Weltkrieges begann auch der Bau der Brikettfabrik Fortuna-Nord zwischen Niederaußem und Auenheim. In den 1950er Jahren wurde der Tagebau Fortuna-Garsdorf aufgeschlossen und schließlich kam zu Beginn der 1960er Jahre der Bau des Kraftwerkes Niederaußem hinzu.
Durch die kommunale Neugliederung, das Köln-Gesetz, kam Auenheim am 1. Januar 1975 als neuer Stadtteil zur Kreisstadt Bergheim.

## Auenheim heute

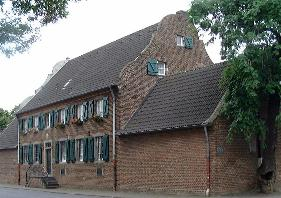
Dorfmittelpunkt, der Ordenshof

Auenheim ist der kleinste Stadtteil in Bergheim. Durch den Bau der Rheinbraun-Siedlung kamen viele ausländische Einwohner in den Ort, die sich gut ins Ortsleben integriert haben. Der im oberen Teil erwähnte Ordenshof befindet sich im Besitz der Stadt Bergheim und wurde nicht zuletzt auf Bestreben des ehemaligen Ortsvorstehers Klaus Gülden und des Vorsitzenden der Heimatfreunde von Niederaußem und Auenheim e. V., Norbert Esser, aufwändig saniert. Heute ist der Ordenshof das meistgenutzte Bürgerhaus in Bergheim. Seit 2011 wird der Ordenshof durch den gemeinnützigen Förderverein „Ordenshof Auenheim e. V.“ betrieben. Der Verein kümmert sich seitdem unter anderem um die Vermietung und den Erhalt des denkmalgeschützten Gebäudes und des angrenzenden, mit Übernachtungsmöglichkeiten versehenen alten Feuerwehrhauses.
Direkt am Ordenshof befindet sich auch der historische Backofen aus dem alten Backhaus in Niederaußem. Neben dem Ofen stand für viele Jahre ein fest installiertes Festzelt, das für zahlreiche Veranstaltungen genutzt wurde.
Ortsbürgermeister ist Johannes Hübner.
Durch den Bürgerverein St. Florian Auenheim 1991 e. V. bestand ein reges Dorfleben mit zahlreichen Aktivitäten für Jung und Alt. Der Bürgerverein nahm jährlich am Karnevalsumzug in Niederaußem teil und wurde mehrfach für seine Mottowagen prämiert. Der Bürgerverein löste sich 2018 auf, die Beteiligung am Karnevalsumzug wird aber weitergeführt. 

## Verkehr
Die VRS-Buslinie 924 der Rhein-Erft-Verkehrsgesellschaft verbindet den Ort mit Niederaußem und Bedburg. Zusätzlich verkehren einzelne Fahrten der auf die Schülerbeförderung ausgerichteten Linie 923.
| Linie | Verlauf |
| ----- | --- |
| 923   | Stadtverkehr Bergheim |
| 924   | (Bergheim Bf – Oberaußem –) Niederaußem – Auenheim – Rath – Broich – Bedburg Rathaus – Bedburg Bf (– Bedburg Schulzentrum) |